# Thomas Lipton
Sir Thomas Johnstone Lipton, 1. Baronet (ur. 10 maja 1848 w Glasgow, zm. 2 października 1931 w Londynie) – brytyjski przedsiębiorca, twórca marki Lipton, i pasjonat sportu jachtowego.

## Życiorys
Thomas Lipton urodził się 10 maja 1848 r. w Glasgow, w rodzinie Thomasa Liptona seniora i Frances Lipton (z d. Johnstone) jako najmłodszy z pięciorga dzieci. Rodzina Liptonów wywodziła się z ulsterskich Szkotów osiadłych w Fermanagh, którzy jednak w latach 1840. przeprowadzili się do Szkocji w poszukiwaniu lepszych warunków życia, a jego ojciec imał się różnych zajęć. Na początku lat 1860. jego rodzice otworzyli sklep spożywczy. Lipton uczęszczał w latach 1853–1863 do St. Andrew's Parish School, gdzie wraz z kolegami urządzał rajdy zabawkowych jachtów. Lipton rzucił szkołę, by wesprzeć domowy budżet w różnych dorywczych pracach. Od tego czasu kontynuował edukację wieczorowo w Gorbals Youth's School.
W 1865 r. zatrudnił się jako chłopiec okrętowy i w ten sposób popłynął do USA, gdzie spędził pięć lat na pracy w różnych częściach kraju, m.in. na plantacji tytoniu w Wirginii, jako księgowy, księgarz i pracownik plantacji ryżu w Południowej Karolinie, komiwojażer w Nowym Orleanie, pomocnik farmera w New Jersey i pracownik sklepu spożywczego w Nowym Jorku. W 1870 r. wrócił do Glasgow, początkowo pomagając rodzicom w ich sklepie. W następnym roku otworzył własny sklep Lipton's Market i dzięki sukcesowi tego przedsięwzięcia przeniósł w 1876 r. działalność do większego lokalu, a potem otwierał kolejne sklepy w Glasgow, całej Szkocji i w końcu w innych częściach Wielkiej Brytanii. Lipton inspirował się amerykańską reklamą i stosował jej metody w Wielkiej Brytanii, m.in. w 1881 r. reklamował się sprowadzając największy na świecie ser, stosował kupony zniżkowe przypominające banknoty, a karykaturzysta Willy Lockhart co tydzień rysował dla niego nowe plakaty reklamowe. W 1888 r. Lipton posiadał już 300 sklepów; wówczas też zaczął wchodzić w sektor herbaty. Szybko zrezygnował z tradycyjnych pośredników, by móc obniżyć ceny i dotrzeć do uboższych klientów, w związku z czym kupił plantację i zaczął sprzedawać herbatę pod własną marką. Jego herbatę piła m.in. królowa Wiktoria.
W 1871 r. ożenił się z Margaret McAuslan, z którą miał urodzonego rok później syna Thomasa, zmarłego w dzieciństwie, a w 1873 drugiego syna Williama. Małżeństwo nie było udane i rozpadło się, a jego żona z dzieckiem wyemigrowała do Kanady, z czego Lipton był zadowolony. Był homoseksualistą, a jego partner był także jego wspólnikiem.
Był pasjonatem sportu jachtowego, podobnie jak królowie Edward VII i Jerzy V, a Lipton często przebywał w ich towarzystwie. W latach 1899–1930 pięciokrotnie brał udział w America’s Cup jako reprezentant Royal Ulster Yacht Club, płynąc na kolejnych jednostkach nazywanych od Shamrock do Shamrock V (1899, 1901, 1903, 1914, 1930). Pomimo swoich intensywnych starań, Lipton nigdy nie wygrał tych zawodów, jednak zasłużył na stworzony dla niego puchar dla najlepszego przegranego, co przyniosło jego firmie dużą popularność w USA. Ten okres w historii regat jest nazywany „erą Liptona”. Z powodu niskiego pochodzenia do Royal Yacht Squadron został przyjęty dopiero krótko przed śmiercią. Został również członkiem America’s Cup Hall of Fame. Lipton ufundował Sir Thomas Lipton Trophy na dwóch turniejach piłkarskich w Turynie (1909, 1911).
W 1898 r. został wyróżniony tytułem szlacheckim.
Zmarł 2 października 1931 r. w Londynie, zapisując większość majątku miastu Glasgow, w tym trofea jachtowe, które są wystawiane w Kelvingrove Art Gallery and Museum. Został pochowany z rodzicami i rodzeństwem na Glasgow's Southern Necropolis.

## Odznaczenia
- Rycerz Królewskiego Orderu Wiktoriańskiego[2]